# CFB operacioni pojačavači
CFB operacioni pojačavač (engl. current-feedback operational amplifier) je vrsta operacionog pojačavača čiji je invertujući ulaz osjetljiv na električnu struju, a ne na električni napon kao što je to slučaj sa konvencionalnim VFB (voltage-feedback op-amp) operacionim pojačavačima. CFB je prvi put dizajniran od strane Davida Nelsona u Comlinear Corporation u Sjedinjenim Američkim Državama, i prvi je prodat 1982. godine kao hibridni operacioni pojačavač, oznake CLC103. Prvo CFB integrisano kolo je predstavljeno 1987. godine, a konstruisao ga je Bill Gross. Ova kola se obično proizvode sa istim rasporedom pinova kao i VFB operacioni pojačavači, što omogućava da se ova dva tipa operacionih pojačavača mogu zamijeniti kada je to moguće. U jednostavnim šemama, kod linearnih pojačavača, CFB možemo zamijeniti VFB operacionim pojačavačem, bez prethodne modifikacije kola, ali u drugim slučajevima, kada kolo ima funkciju integratora, modifikacija je neophodna. CFB operacioni pojačavač se može koristiti i pri realizaciji diferencijalnog pojačavača sa 4 otpornika, ali je CMRR (common-mode rejection ratio) u ovom slučaju nešto lošiji nego kod VFB-a.
Što se tiče njihove cijene, prvi CFB operacioni pojačavači bili su jako skupi. Prvi komercijalni monolitski CFB operacioni pojačavač, oznake CLC400 prodat je za 16.50 $. Ako ste željeli veću brzinu odziva, morali ste da platite za to. Danas taj isti operacioni pojačavač možete imati za samo 0.5 $.
Iznad svega, CFB operacioni pojačavači danas nude mnogo raznovrsnih dizajna, sa različitim cijenama.

## Princip rada
Na uopštenoj šemi, sekcija označena crvenim linijama formira ulazni stepen i pojačavač greške. Invertujući ulaz (čvor gdje su emitori Q1 i Q2 tranzistora spojeni) ima malu otpornost, pa je stoga osjetljiv na promjenu struje. Otpornici R1 i R4 su podešeni tako da su struje kolektora Q1 i Q2 iste. U većini slučajeva koristi se šema sa aktivnim opterećenjem, umjesto pasivnih otporničkih šema, i neinvertujući ulaz se može podesiti tako da ima malu otpornost, kao i invertujući u cilju smanjivanja offseta.
Kada nema signala na ulazu, posmatrajući ogledala Q3/Q4 i Q5/Q6 kolektorske struje Q4 i Q6 će imati istu amplitudu, kao i kolektorske struje kod tranzistora Q1 i Q2. Otuda, možemo zaključiti da struja neće teći u ulaz bafera (odnosno neće biti napona na ulazu bafera). U praksi, zbog neidelnosti uređaja, kolektorske struje nisu jednake, a kao rezultat toga imamo razliku struja koja teče ulazom bafera, što prouzrokuje offset na njegovom izlazu.
Dio obilježen plavom bojom (tranzistori Q3 i Q6) predstavlja konvertor struje u napon. Bilo kakva promjena u kolektorskim strujama Q1 i Q2 (reakcija na signal na neinvertujući ulaz) ekvivalentan je promjeni napona na spoju kolektora Q4 i Q6. Kondenzator Cs je stabilizator i omogućava da kolo ostane stabilno u aktivnom režimu rada. Zbog velikog propusnog opsega CFB operacionog pojačavača, postoji rizik da kolo zaosciluje. Kondenzator Cs prigušuje frekvencije gdje je moguće da dođe do osilacija.
Izlazni stepen je bafer koji obezbjeđuje strujno pojačanje. Ima naponsko pojačanje za jedinicu (+1 na šemi).

## Poređenje CFB i VFB operacionih pojačavača
Zbog unutrašnje kompenzacije, širina propusnog opsega kod VFB operacionih pojačavača je upravljana unutrašnjim dominantnim polom kompenzacionog kondezatora, što nas dovodi do konstantnih ograničenja u pogledu pojačanja i širine opsega.
CFB operacioni pojačavači, za razliku od njih, nemaju kondenzator sa dominantnim polom i zbog toga mogu da funkcionišu i kada su mnogo bliže maksimalnoj frekvenciji i višem pojačanju. Dakle, zavisnost širine propusnog osega i pojačanja kod VFB pojačavača je bila prelomljena.
U VFB operacionim pojačavačima aktivni režim rada je ograničen zavisnošću pojačanje/propusni opseg i mala brzina odziva. CFB koristi takav raspored kola koji ističe strujni način rada, koji je znatno brži od naponskog načina rada. Dakle, kod CFBa ne postoji ograničenje u pogledu brzine odziva. Navedene stavke čine glavnu prednost CFB operacionih pojačavača nad konvencionalnim VFB operacionim pojačavačima.
Mane CFB-a su te što imaju veliki DC offset, što doprinosi njihovoj nepreciznosti. S obzirom na njihovu veću širinu opsega, povećava se i šum. Takođe, treba obratiti pažnju na to da kola sa CFB operacionim pojačavačima ne smiju imati kapacitivnost između izlaznih i invertujućih pinova jer to obično prouzrokuje oscilacije, a samim tim i nestabilnost. Još jedna njihova mana je što naponska razdešenost nije uvijek jednaka nuli.
CFB operacioni pojačavači su idealno napravljeni za aplikacije koje zahtijevaju veliku brzinu, i u takvim slučajevima njihove mane su praktično zanemarljive. Takođe su pogodni za sisteme sa radarima, ili bilo koje širokopojasne sisteme čija širina opsega ide čak do 100 MHz.

## Literatura
- https://web.archive.org/web/20100106195217/http://www.national.com/an/OA/OA-13.pdf